# Aike Bensmann
Aike Bensmann (* 6. September 2002) ist ein deutscher Basketballspieler.

## Laufbahn
Bensmann bestritt in der wegen der Covid-19-Pandemie abgebrochenen Saison 2020/21 zwei Spiele für den Oberligisten Bremen 1860 sowie eine Begegnung für die Jugend der Eisbären Bremerhaven in der Nachwuchs-Basketball-Bundesliga.
In der Saison 2021/22 gehörte Bensmann der Mannschaft der SG Braunschweig in der Oberliga-Niedersachsen an, für die er zehn Spiele bestritt. 2022/23 erzielte er für die zweite Mannschaft der SG Lützel-Post Koblenz in 19 Einsätzen der 2. Regionalliga im Durchschnitt 3,9 Punkte je Begegnung.
Bensmann wechselte 2023 zu den Baskets Limburg in die 1. Regionalliga. Für die Mannschaft kam er in der Spielzeit 2023/24 auf Mittelwerte von 13 Punkten und 6,8 Rebounds. Er stieg mit Limburg aus der Liga und begann die Saison 2024/25 mit der Mannschaft in der 2. Regionalliga.
Im Oktober 2024 kehrte Bensmann nach Koblenz zurück, diesmal als Mitglied der Zweitligamannschaft. Seinen Einstand gab er Anfang November 2024.